# چرخندزایی انفجاری

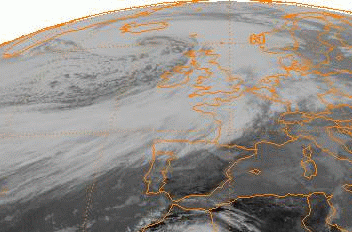
چرخند برائر ژانویه ۱۹۹۳ که به‌طور انفجاری عمیق شد و به پایین‌ترین حد رکورد ۹۱۳ میلی بار (hPa) رسید

چرخندزایی انفجاری یا سیکلوژنز انفجاری (انگلیسی: Explosive cyclogenesis) که به نام‌های «بمب آب‌وهوایی»، بمب هواشناسی، گسترش انفجاری، بمب چرخند، یا بمب زایی) نیز شناخته می‌شود، عمیق شدن ناگهانی یک چرخند برون‌حاره‌ایِ منطقهٔ کم فشار است. طبقه‌بندی شدن یک چرخند به عنوان چرخند انفجاری به عرض جغرافیایی بستگی دارد. به عنوان مثال، در عرض جغرافیایی ۶۰ درجه، رخ‌دادن پدیدهٔ چرخند انفجاری به این بستگی دارد که فشار مرکزی ۲۴ میلی بار (hPa) یا بیشتر در ۲۴ ساعت کاهش یافته باشد. این تشدید سریع یک رویداد عمدتاً دریایی و زمستانی است، اما در مناطق قاره‌ای حتی در تابستان نیز رخ می‌دهد.اگرچه چرخه زایی آنها کاملاً با توفان‌های استوایی متفاوت است، چرخندهای انفجاری می‌توانند بادهایی با سرعت ۱۲۰ تا ۱۵۵ کیلومتر (۷۴ تا ۹۵ مایل) در ساعت ایجاد کنند که همان «درجهٔ ۱» از ترتیب پنج‌گانه در دسته‌بندی‌های مقیاس سافیر سیمپسون است و بارندگی‌های سنگین را به همراه دارد. هرچند تنها تعداد کمی از چنین بمب‌های آب‌وهوایی بسیار نیرومند می‌شوند، حتی برخی از بمب‌های ضعیف‌تر نیز خسارت قابل توجهی به بار آورده‌اند.

## پیشینه
در دهه‌های ۱۹۴۰ و ۱۹۵۰، هواشناسان دانشکده هواشناسی برگن به‌طور غیررسمی برخی از طوفان‌هایی را که بر فراز دریا رشد می‌کردند «بمب» نامیدند، زیرا این طوفان‌ها با شدت و سرعت وحشت‌آوری که به ندرت در خشکی دیده‌می‌شد، بسط و توسعه می‌یافتند.
در دههٔ ۱۹۷۰، اصطلاحات «سیکلوژنز انفجاری» و حتی «بمب‌های هواشناسی» توسط استاد MIT فرد سندرز (بر اساس کارهای دهه ۱۹۵۰ توسط تور برگرون) استفاده می‌شد، که در مقاله‌ای در سال ۱۹۸۰ در ماهنامهٔ (بررسی آب‌وهوا Monthly Weather Review) این اصطلاح را رایج کرد.
در سال ۱۹۸۰، سندرز و همکارش جان گیاکوم واژهٔ «بمب» را به عنوان یک «چرخند فرا گرمسیری» تعریف کردند که حداقل (24 sin φ/ sin 60 درجه) مگابایت در ۲۴ ساعت عمیق می‌شود؛ جایی که φ نشان دهندهٔ عرض جغرافیایی است. این بر اساس تعریف استاندارد شده توسط برگرون، برای توسعه انفجاری یک چرخند در ۶۰ درجه شمالی با عمق ۲۴ مگابایت در ۲۴ ساعت است. سندرز و گیاکوم دریافتند که سرعت تشدید معادل به عرض جغرافیایی بستگی دارد: در قطب‌ها این افت فشار ۲۸ مگابایت در ۲۴ ساعت است، در حالی که در عرض جغرافیایی ۲۵ درجه فقط ۱۲ مگابایت در ۲۴ ساعت خواهد بود. همهٔ این نرخ‌ها واجد شرایط چیزی هستند که سندرز و گیاکوم آن را "1 bergeron" نامیدند.